# Campionati europei di nuoto 2010 - 100 metri farfalla femminili
Le qualifiche per la semifinale si sono svolte la mattina del 12 agosto 2010, mentre la semifinale si è svolta la sera dello stesso giorno. La finale, invece, si è svolta la sera del 13 agosto 2010.

## Medaglie
| Posizione | Atleta            | Paese       |
| --------- | ----------------- | ----------- |
| Oro       | Sarah Sjöström    | Svezia      |
| Argento   | Francesca Halsall | Regno Unito |
| Bronzo    | Therese Alshammar | Svezia      |

## Record
Prima della manifestazione il record del mondo (RM), il record europeo (EU) e il record dei campionati (RC) erano i seguenti.
| Record mondiale       | 56"06 | Sarah Sjöström Svezia        | 27 luglio 2009 Roma, Italia     |
| Record europeo        | 56"06 | Sarah Sjöström Svezia        | 27 luglio 2009 Roma, Italia     |
| Record dei campionati | 57"20 | Martina Moravcová Slovacchia | 2 agosto 2002 Berlino, Germania |

Durante la competizione non sono stati migliorati record.

## Risultati batterie
Sono ammesse alla semifinale solo due atlete per nazione.
| Pos. | Atleta                | Nazionalità | Tempo       | Batteria    | Corsia      | Note        |
| ---- | --------------------- | ----------- | ----------- | ----------- | ----------- | ----------- |
| 1    | Therese Alshammar     | Svezia      | 57.89       | 4           | 4           |             |
| 2    | Jeanette Ottesen      | Danimarca   | 58.13       | 5           | 5           |             |
| 3    | Amit Ivri             | Israele     | 58.64       | 4           | 3           |             |
| 4    | Sara Freitas Oliveira | Portogallo  | 58.82       | 3           | 4           |             |
| 5    | Sarah Sjöström        | Svezia      | 58.86       | 5           | 4           |             |
| 6    | Jemma Lowe            | Regno Unito | 59.09       | 6           | 3           |             |
| 7    | Francesca Halsall     | Regno Unito | 59.15       | 6           | 4           |             |
| 8    | Aurore Mongel         | Francia     | 59.17       | 6           | 5           |             |
| 9    | Irina Bespalova       | Russia      | 59.18       | 5           | 3           |             |
| 10   | Sara Isaković         | Slovenia    | 59.19       | 6           | 7           |             |
| 11   | Eszter Dara           | Ungheria    | 59.30       | 5           | 6           |             |
| 12   | Triin Aljand          | Estonia     | 59.86       | 3           | 5           |             |
| 13   | Ingvild Snildal       | Norvegia    | 59.88       | 6           | 8           |             |
| 14   | Caterina Giacchetti   | Italia      | 1:00.23     | 5           | 8           |             |
| 15   | Emilia Pikkarainen    | Finlandia   | 1:00.25     | 4           | 8           |             |
| 16   | Sina Sutter           | Germania    | 1:00.26     | 4           | 2           |             |
| 17   | Birgit Koschischek    | Austria     | 1:00.29     | 5           | 1           |             |
| 18   | Jessica Sylvester     | Regno Unito | 1:00.46     | 3           | 6           |             |
| 19   | Svetlana Fedulova     | Russia      | 1:00.49     | 5           | 7           |             |
| 20   | Orsolya Tompa         | Ungheria    | 1:00.50     | 5           | 2           |             |
| 21   | Petra Granlund        | Svezia      | 1:00.57     | 4           | 1           |             |
| 22   | Kimberly Buys         | Belgio      | 1:00.70     | 6           | 6           |             |
| 23   | Ellen Gandy           | Regno Unito | 1:00.92     | 4           | 5           |             |
| 24   | Beatrix Bordas        | Ungheria    | 1:01.08     | 3           | 1           |             |
| 25   | Lyubov Korol'         | Ucraina     | 1:01.11     | 3           | 3           |             |
| 26   | Annika Saarnak        | Estonia     | 1:01.34     | 2           | 1           |             |
| 27   | Silvia Di Pietro      | Italia      | 1:01.49     | 6           | 2           |             |
| 28   | Denisa Smolenova      | Slovacchia  | 1:01.51     | 3           | 7           |             |
| 29   | Martina Van Berkel    | Svizzera    | 1:01.64     | 2           | 3           |             |
| 30   | Anna Yevchak          | Ucraina     | 1:01.66     | 2           | 4           |             |
| 31   | Iris Rosenberger      | Turchia     | 1:01.85     | 3           | 2           |             |
| 32   | Jane Trepp            | Estonia     | 1:01.95     | 1           | 6           |             |
| 33   | Aiste Dobrovolskaite  | Lituania    | 1:02.00     | 2           | 6           |             |
| 34   | Mirela Olczak         | Polonia     | 1:02.25     | 4           | 7           |             |
| 35   | Lenka Jarosova        | Rep. Ceca   | 1:02.76     | 1           | 3           |             |
| 36   | Tijana Vukanovic      | Serbia      | 1:02.95     | 1           | 5           |             |
| 37   | Yasemin Rosenberger   | Turchia     | 1:02.97     | 2           | 7           |             |
| 38   | Linda Laihorinne      | Finlandia   | 1:02.99     | 1           | 4           |             |
| 39   | Alzbeta Rehorkova     | Rep. Ceca   | 1:03.28     | 2           | 8           |             |
| 40   | Iryna Niafedava       | Bielorussia | 1:03.68     | 2           | 5           |             |
| 41   | Adel Kiss             | Ungheria    | 1:03.98     | 3           | 8           |             |
|      | Anna Schegoleva       | Cipro       | non partita | non partita | non partita | non partita |
|      | Martina Granstroem    | Svezia      | non partita | non partita | non partita | non partita |
|      | Francesca Segat       | Italia      | non partita | non partita | non partita | non partita |

## Semifinali
| Pos. | Atleta                | Nazionalità | Batteria | Corsia | Tempo   | Note |
| ---- | --------------------- | ----------- | -------- | ------ | ------- | ---- |
| 1    | Sarah Sjöström        | Svezia      | 2        | 3      | 57.36   |      |
| 2    | Therese Alshammar     | Svezia      | 2        | 4      | 57.55   |      |
| 3    | Jeanette Ottesen      | Danimarca   | 1        | 4      | 57.94   |      |
| 4    | Francesca Halsall     | Regno Unito | 2        | 6      | 58.35   |      |
| 5    | Amit Ivri             | Israele     | 2        | 5      | 58.64   |      |
| 6    | Sara Freitas Oliveira | Portogallo  | 1        | 5      | 58.76   |      |
| 7    | Aurore Mongel         | Francia     | 1        | 6      | 58.84   |      |
| 8    | Eszter Dara           | Ungheria    | 2        | 7      | 58.99   |      |
| 9    | Sara Isaković         | Slovenia    | 1        | 2      | 59.08   |      |
| 10   | Jemma Lowe            | Regno Unito | 1        | 3      | 59.16   |      |
| 11   | Irina Bespalova       | Russia      | 2        | 2      | 59.30   |      |
| 12   | Caterina Giacchetti   | Italia      | 2        | 1      | 59.65   |      |
| 13   | Triin Aljand          | Estonia     | 1        | 7      | 59.87   |      |
| 14   | Sina Sutter           | Germania    | 2        | 8      | 1:00.25 |      |
| 15   | Birgit Koschischek    | Austria     | 1        | 8      | 1:00.33 |      |
| 15   | Emilia Pikkarainen    | Finlandia   | 1        | 1      | 1:00.33 |      |

## Finale
| Pos. | Atleta                | Nazionalità | Corsia | Tempo | Note |
| ---- | --------------------- | ----------- | ------ | ----- | ---- |
|      | Sarah Sjöström        | Svezia      | 4      | 57.32 |      |
|      | Francesca Halsall     | Regno Unito | 6      | 57.40 |      |
|      | Therese Alshammar     | Svezia      | 5      | 57.80 |      |
| 4    | Jeanette Ottesen      | Danimarca   | 3      | 58.21 |      |
| 5    | Amit Ivri             | Israele     | 2      | 58.73 |      |
| 6    | Aurore Mongel         | Francia     | 1      | 58.79 |      |
| 6    | Eszter Dara           | Ungheria    | 8      | 58.79 |      |
| 8    | Sara Freitas Oliveira | Portogallo  | 7      | 59.04 |      |